# Списак српских православних храмова у Београду
Српски православни храмови у Београду:
- Црква Светог Александра Невског, Цара Душана 63
- Црква Светих апостола Вартоломеја и Варнаве, Мишка Крањца 4
- Црква Светих апостола Петра и Павла, Булевар војводе Путника 11
- Црква Светог апостола Томе, Ново Бежанијско гробље
- Црква Светог архангела Гаврила, Хумска 26
- Црква Светог Вазнесења Господњег у Београду, Мије Орешког 4
- Вазнесењска црква, Адмирала Гепрата 19
- Црква Светог Василија Острошког, Партизанске авијације 21a, Нови Београд
- Црква Светог Василија Острошког, Бањица
- Црква Светог Владике Николаја Жичког, Подавалска бб
- Црква Светог великомученика Георгија (Бежанијска црква), Војвођанска 70
- Црква Светог великомученика Димитрија, Сибињанин Јанка 1a, Земун
- Црква Светог великомученика Димитрија на Новом Београду
- Црква Светог Ђорђа (Баново брдо), Зрмањска 1
- Црква Светог пророка Илије у Миријеву, Витезова Карађорђеве звезде 61
- Црква Светог Јована Владимира, Игњата Јоба бб
- Капела Светих врачева Козме и Дамјана, Делиградска 38
- Црква Светог цара Константина и царице Јелене, Јове Илића 123
- Црква Светог Стефана Дечанског, Железник, Браће Лукић 8
- Црква Светог Марка, Булевар краља Александра 17, на Ташмајдану
- Црква Свете Великомученице Недеље на Звездари, Велики Мокри Луг, Звездара
- Црква Нерукотвореног Лика Господњег
- Црква Светог Николе, Рузвелтова 50
- Николајевска црква у Земуну, Његошева 43, Земун
- Црква Светог Великомученика Пантелејмона у Миријеву
- Капела Свете Петке, Калемегдан
- Црква Свете Петке на Чукаричкој падини
- Црква Покрова Пресвете Богородице, Кајмакчаланска 55
- Црква Рођења Пресвете Богородице у Батајници
- Црква Рођења Пресвете Богородице, Светосавска 15, Земун
- Црква Светог Јована Крститеља, Заплањска 47a
- Богородична црква Ружица, Калемегдан 6
- Црква Сабора српских светитеља, Пера Ћетковића 6a
- Саборна црква, Кнеза Симе Марковића 3
- Црква Светог Симеона Мироточивог на Новом Београду, Нови Београд
- Црква Светог Трифуна, Пионирска 6
- Црква Свете Тројице, Цара Душана 83, Земун
- Црква Свете Тројице, Косовских божура 1
- Црква Свете Тројице, Господара Вучића 89
- Црква Свете Тројице (Руска црква), Таковска 4
- Храм Светог Саве у Београду на Врачарском платоу (Крушедолска 2а)
- Црква Светог Саве на Врачару
- Црква Светог цара Лазара, 21. дивизије 33
- Храм Светог апостола Луке на Чукарици
- Храм Светог великомученика кнеза Лазара у Земун Пољу
- Храм Преображења Господњег, Патријарха Јоаникија 23a, Београд
- Црква Светих преподобномученика ђакона Авакума и игумана Пајсија, Војни пут II 626, Алтина, Земун

## Галерија
- Храм Светог Саве
- Црква Светог Василија Острошког на Бањици
- Црква Ружица
- Црква Светог Александра Невског
- Црква Светог Томе
- Црква Светог Георгија у Бежанији
- Вазнесењска црква
- Црква Светог Великомученика Димитрија
- Црква Светог Ђорђа на Бановом Брду
- Црква Светог пророка Илије у Миријеву
- Црква Светог Константина и Јелене на Вождовцу
- Црква Светог Марка
- Цркве Светог Николе
- Николајевска црква у Земуну
- Црква Свете Петке
- Црква Свете Петке на Чукаричкој падини
- Црква Покрова Пресвете Богородице
- Црква Рођења Пресвете Богородице у Батајници
- Саборна црква